# Espoleta de fita Maynard

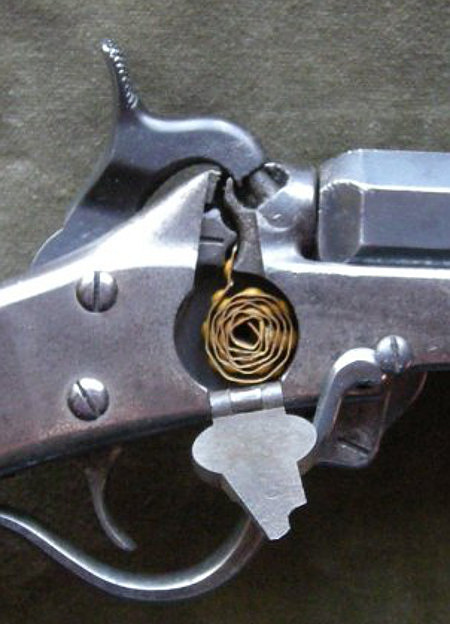
Mecanismo da espoleta de fita Maynard.

A espoleta de fita Maynard, foi um sistema projetado por Edward Maynard para permitir o recarregamento mais rápido dos mosquetes.

## Antecedentes
Os mosquetes no início do século XIX eram acionados por pederneira, com uma alta taxa de falhas de ignição e desempenho ruim em clima úmido. Em 1807, o primeiro sistema de ignição por percussão foi patenteado por Alexander Forsyth, com base no trabalho de Edward Charles Howard, mas sistemas práticos de trava de percussão não estavam disponíveis até a década de 1820, após a expiração da patente de Alexander John Forsyth.[carece de fontes?]

## Histórico
Em 1845, Edward Maynard, patenteou um sistema que poderia automaticamente preparar um mosquete de percussão para disparo. O Exército dos EUA adotou seu primeiro mosquete de percussão, o Model 1842, em 1842 para substituir os anteriores a pederneira. Em 1855, os EUA abandonaram os mosquetes com cano de alma lisa e passaram para os mosquetes com cano estriado. Embora o sistema de espoleta de percussão tenha sido uma grande melhoria em relação ao de pederneira, ele não reduziu fundamentalmente o tempo para carregar um mosquete.
O Model 1855, introduziu não apenas a revolucionária Minié ball, mas também contou com a engenhosa espoleta de fita Maynard. A tentativa de Maynard de melhorar o sistema de espoleta de percussão, ele usou uma fita com fulminato de mercúrio enrolada dentro de um mecanismo, que ele chamou de "Primer Cock". Com isso, a pistola ou o mosquete continuavam precisando ser carregados da forma convencional, apenas a espoleta era automaticamente posicionada para o próximo disparo quando o cão era engatilhado.